# Napoleão Eugênio, Príncipe Imperial da França
Napoleão Eugênio Luís João José Bonaparte (em francês: Napoléon Eugène Louis Jean Joseph Bonaparte; Paris, 16 de março de 1856 — África do Sul, 1 de junho de 1879) foi o único filho legítimo do imperador Napoleão III e da imperatriz Eugênia de Montijo, tendo sido Príncipe Imperial da França de 1856 até o fim do Segundo Império em 1870. Após a morte de seu pai em 1873, ele foi chamado de "Luís" por seus pais e assinou "Napoleão" em vez de "Luís Napoleão". Ele às vezes é chamado de "Napoleão IV" e apelidado de "Loulou" pelos monarquistas bonapartistas.
Teve educação esmerada, tanto em relação às questões sócio-políticas e ciências sociais, quanto às artes e humanidades. Sua boa aparência, aliada à cultura e erudição granjearam grande admiração nas cortes européias e o herdeiro do trono francês era assediado pelos monarcas europeus, que desejavam negociar casamentos para suas filhas.

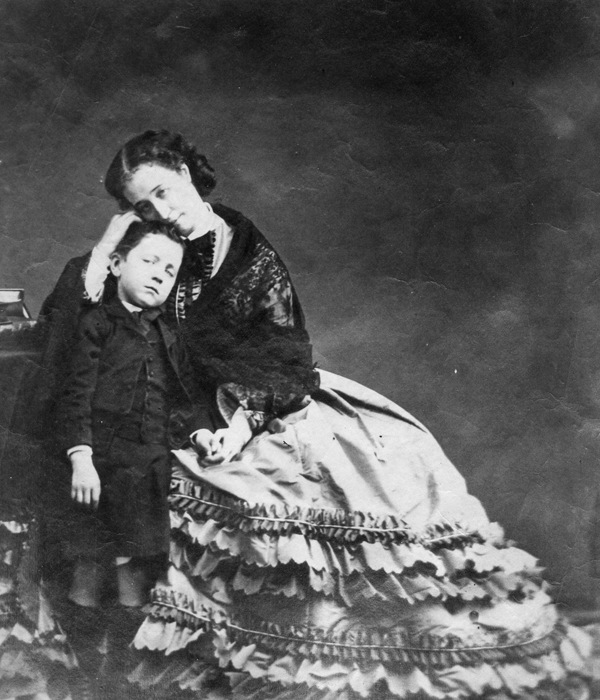
O Príncipe sendo abraçado por sua mãe, a Imperatriz Eugênie (1862).

Segundo consta, o príncipe estaria unido romanticamente à Princesa Beatriz do Reino Unido, o que explicaria a participação deste na Guerra Anglo-Zulu, lutando junto às fileiras inglesas vindo a falecer tragicamente na África do Sul em 1º de junho de 1879.

## Biografia
Napoleão Eugênio Luís João José Bonaparte nasceu no Palácio das Tulherias, em Paris, em 16 de março de 1856 e foi batizado em 14 de junho do mesmo ano na Catedral de Notre-Dame. Seu padrinho foi o Papa Pio IX, cujo representante, Cardeal Patrizi, oficiou. Sua madrinha era a filha de Eugênio de Beauharnais, Josefina, Rainha da Suécia, que foi representada pela Grã-Duquesa Estefânia de Baden.
Sua educação, após um falso começo sob o historiador acadêmico Francis Monnier, foi a partir de 1867 supervisionada pelo General Charles Auguste Frossard, auxiliado por Augustin Filon como tutor. Sua enfermeira inglesa, Miss Shaw, foi recomendada pela Rainha Vitória e ensinou-lhe inglês desde tenra idade. Seu valete Xavier Uhlmann e seu inseparável amigo Louis Conneau também figuraram com destaque em sua vida. O jovem príncipe era conhecido pelo apelido de "Loulou" em seu círculo familiar. Em 1868, visitou a Córsega e assistiu à festa do centenário da anexação da ilha à França.
Com a eclosão da Guerra Franco-Prussiana em 1870, Napoleão Eugênio acompanhou seu pai como subtenente no fronte. O príncipe esteva presente nas colinas acima de Saarbrücken durante o conflito. Ainda assim, quando a guerra começou a piorar para o Exército Imperial, seu pai o enviou para a fronteira com a Bélgica e, em setembro, ordenou-lhe que adentrasse o território belga. Napoleão Eugênio viajou de lá para a Inglaterra, chegando em 6 de setembro, onde reuniu-se com seus pais diante o colapso do Segundo Império Francês. Na Inglaterra, a família se estabeleceu no Palácio de Camden em Chislehurst, Kent. Após a morte de seu pai em 1873, os bonapartistas proclamaram-no Imperador dos Franceses como "Napoleão IV". Em seu aniversário de 18 anos, uma grande multidão se reuniu para aplaudi-lo no Palácio de Camden.
Durante a década de 1870, falou-se de um casamento entre ele e a Princesa Beatriz, filha mais nova da Rainha Vitória. A então monarca britânica também acreditava que seria melhor para "a paz da Europa" se o príncipe se tornasse Imperador dos Franceses. Napoleão Eugênio permaneceu um católico romano devoto ao longo de sua vida e manteve a esperança de que a causa bonapartista pudesse triunfar se a secularização da Terceira República fracassasse. O príncipe apoiou as táticas de Eugène Rouher sobre as de Vítor Bonaparte, rompendo relações com este último em 1876.

## Morte

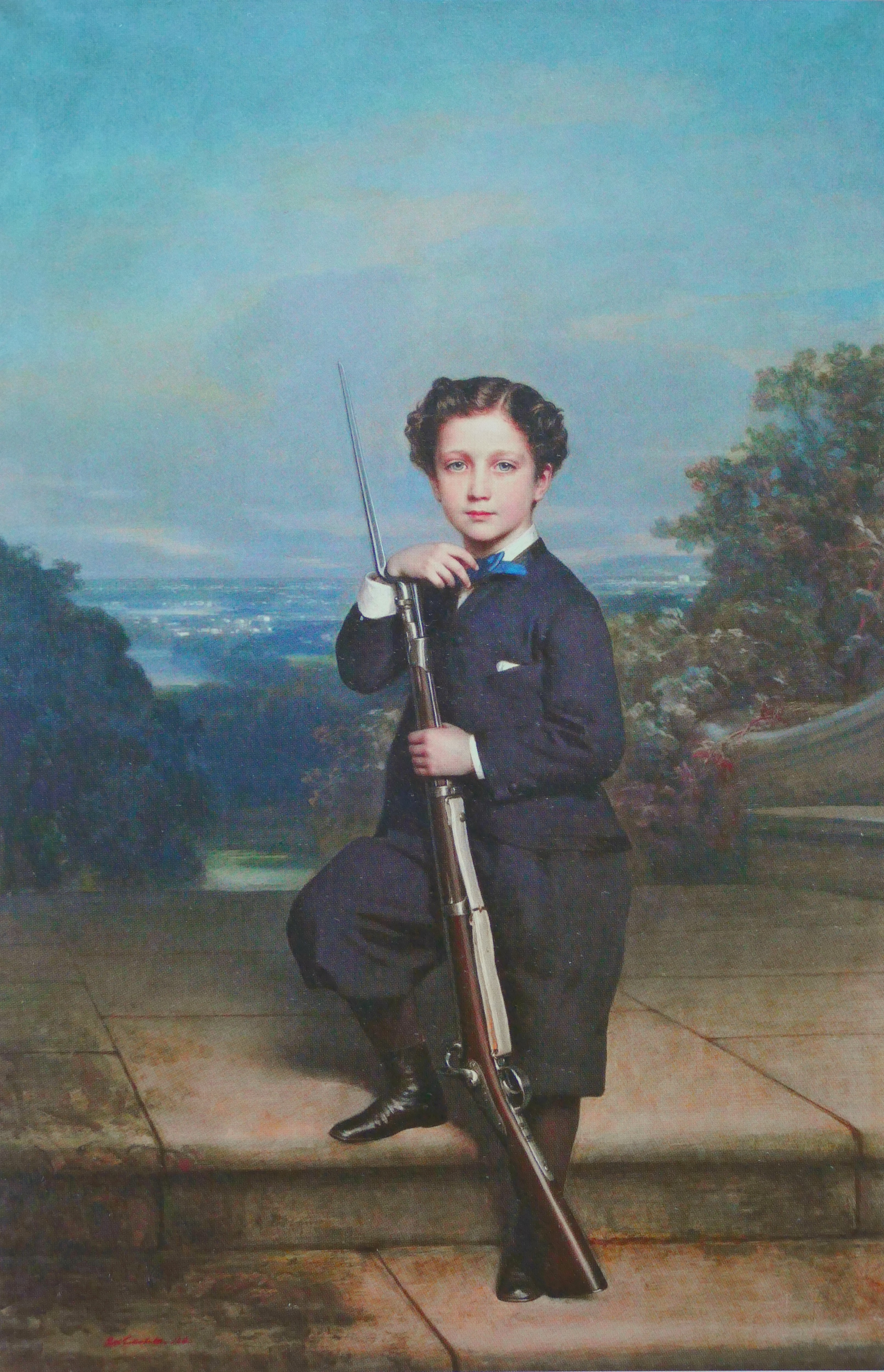
O príncipe retratado por Winterhalter (1864).

Na manhã de 1º de junho de 1879, a tropa partiu, mais cedo do que o pretendido e sem toda a escolta, em grande parte devido à impaciência do príncipe. Liderados por Carey, os batedores cavalgaram mais profundamente em Zululand. Sem Harrison ou Buller presentes para contê-lo, o príncipe assumiu o comando de Carey, embora este último tivesse antiguidade. Ao meio-dia, a tropa foi parada em um curral temporariamente deserto enquanto o príncipe e Carey faziam alguns esboços do terreno e usavam parte da palha para fazer uma fogueira. Nenhum mirante foi postado. Enquanto se preparavam para sair, cerca de 40 zulus atiraram contra eles e correram em direção a eles, gritando. O cavalo do príncipe partiu antes que ele pudesse montar, o príncipe agarrado a um coldre na sela. Após cerca de 100 jardas, uma correia quebrou; o príncipe caiu sob seu cavalo e seu braço direito foi pisoteado. Ele deu um pulo, sacando o revólver com a mão esquerda e começou a correr, mas os zulus o ultrapassaram. 
O príncipe foi espetado na coxa, mas arrancou o açafrão de seu ferimento. Quando ele se virou e disparou contra seus perseguidores, outro assegai, lançado por um zulu chamado Zabanga, atingiu seu ombro esquerdo. O príncipe tentou continuar lutando, usando o assegai que havia puxado de sua perna, mas, enfraquecido por seus ferimentos, ele caiu no chão e foi esmagado. Quando recuperado, seu corpo apresentava 18 feridas de açafrão; uma facada havia estourado seu olho direito e penetrado em seu cérebro. Os Zulus despojaram o corpo de tudo, exceto algumas medalhas. Eles não desmembraram seu corpo por causa de um colar usado em seu pescoço, presenteado a ele por sua mãe; que foi mal interpretado para um talismã mágico. 

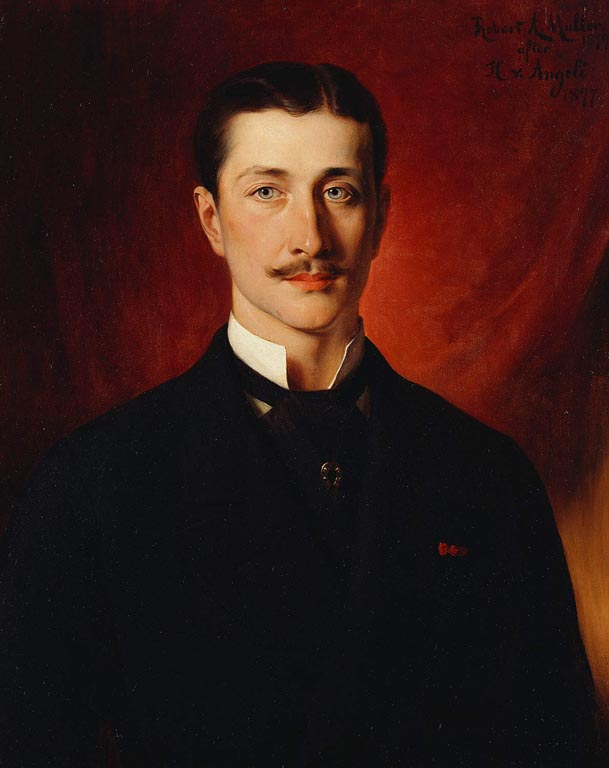
O príncipe em 1877.

Dois de sua escolta foram mortos e outro desapareceu. Carey e os quatro homens restantes se reuniram a cerca de 50 metros de onde o príncipe fez sua defesa final, mas não disparou contra os zulus. Carey levou seus homens de volta ao acampamento. O corpo do príncipe foi recuperado no dia seguinte. Após um tribunal de inquérito, uma corte marcial e a intervenção da imperatriz Eugénie e da rainha Vitória, Carey retornou ao seu regimento. Carey morreu em Bombaim em 22 de fevereiro de 1883.
A morte de Louis-Napoléon causou sensação internacional. Rumores se espalharam na França de que o príncipe havia sido intencionalmente "eliminado" pelos britânicos. Alternativamente, os republicanos franceses ou os maçons foram responsabilizados. Em um relato, a rainha Vitória foi acusada de organizar a coisa toda, uma teoria que mais tarde foi dramatizada por Maurice Rostand em sua peça Napoleão IV. Mais tarde, os zulus alegaram que não o teriam matado se soubessem quem ele era. Langalabalele, seu principal agressor, foi morto em julho na Batalha de Ulundi. Eugénie mais tarde fez uma peregrinação ao curral de Sobuza, onde seu filho havia morrido, e onde oO Memorial do Príncipe Imperial, pago pela Rainha Vitória, havia sido erguido. O príncipe, que havia implorado para ir à guerra - levando consigo a espada carregada por Napoleão I em Austerlitz - e que havia preocupado seus comandantes com seu arrojo e ousadia, foi descrito por Garnet Wolseley, 1º Visconde Wolseley, como " um jovem corajoso, e ele morreu como um soldado. O que diabos ele poderia ter feito melhor?
Seu corpo decomposto foi trazido de volta para Spithead a bordo do navio de tropas britânico HMS Orontes, e daí transferido para o HMS Enchantress para navegar até Woolwich Arsenal durante a noite, ele ficou em estado na guarita octogonal ocidental à beira do rio. A procissão fúnebre, incluindo a rainha Vitória, foi de lá para Chislehurst, onde foi enterrado. Em 9 de janeiro de 1888, seu corpo foi transferido para um mausoléu especial construído por sua mãe como a Cripta Imperial na Abadia de São Miguel, Farnborough, ao lado de seu pai.

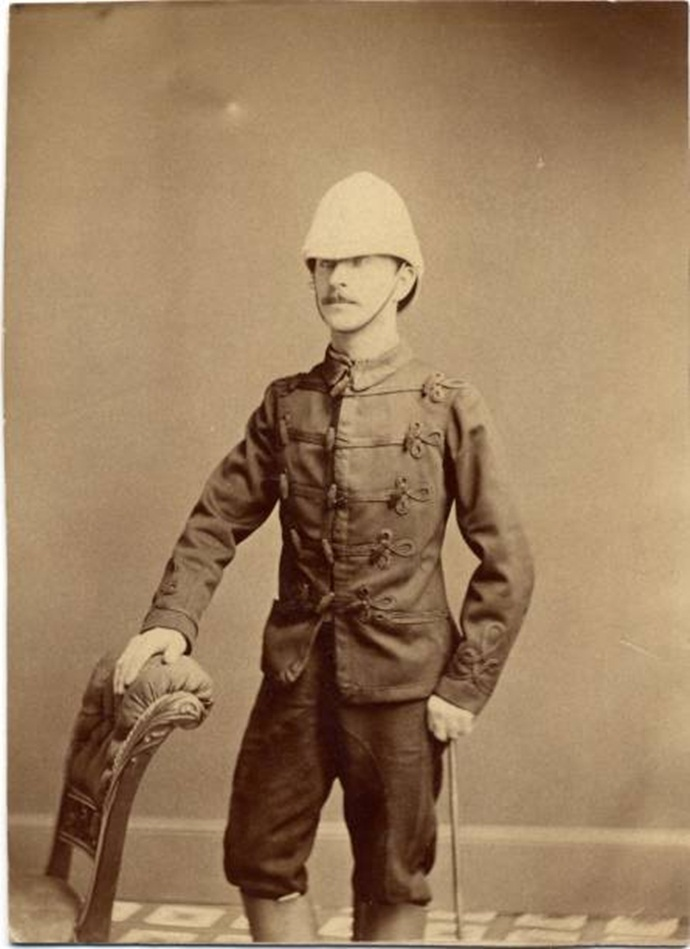
O Príncipe já adulto.

O príncipe imperial havia nomeado o príncipe Napoleão Victor Bonaparte como seu herdeiro, ignorando assim o herdeiro genealogicamente sênior, o pai de Victor, o príncipe Napoleão.

## Legado
Em 1880, os habitantes de Chislehurst ergueram um monumento ao Príncipe Imperial em Chislehurst Common, perto de Camden Place, que agora é listado como Grade II. Na década de 1950, a estrada que passa pelo monumento, anteriormente chamada de Estrada da Estação, passou a se chamar Estrada Príncipe Imperial em sua memória.
O clube de futebol australiano Footscray, inspirado na história da morte do príncipe, renomeou seu clube para Prince Imperial Football Club no início da década de 1880, mas voltou a ser Footscray apenas dois anos depois.
A lua do asteroide Petit-Prince recebeu o nome do Príncipe Imperial em 1998, porque orbita um asteroide com o nome de sua mãe (45 Eugenia).
O Príncipe Imperial é um personagem menor no romance de pastiche de Sherlock Holmes de Donald Serrell Thomas, Death on a Pale Horse (2013).

## Títulos e estilos
- 16 de março de 1856 – 1 de julho de 1879: Sua Alteza Imperial, o Príncipe Imperial